# Istoria socialismului
Socialismul este ideologia conform căreia bunăstarea comună se dobândește prin implementarea politică a sistemului economic socialist. Socialismul este un produs al lumii moderne și, în special, al dezvoltării capitalismului industrial la începutul secolului al XIX-lea. Originile socialismului sunt strâns legate de apariția modului de producție capitalist și de dezvoltarea societăților urbane industriale. Intrarea pe scena istoriei a unei noi clase sociale - muncitorii industriali liberi - care trebuiau să-și vândă forța de muncă posesorilor de capital, a fost însoțită de o ideologie politică orientată spre apărarea drepturilor sociale. Ideologii socialismului își propuneau să-i susțină contra burgheziei profitoare și acaparatoare. Socialismul ca ideologie s-a născut, așadar, sub forma unui anti-liberalism, a unui protest moral, economic și politic la adresa ideologiei burgheze în ascensiune din cauza modalităților capitaliste, percepute ca exploatare inumană. Socialismul va susține egalitatea condițiilor de existență prin suprimarea proprietății particulare și socializarea economiei prin participarea la puterea politică a reprezentanților maselor de salariați. Ideologia socialistă susține primatul egalității sociale, adică egalitatea reală a condițiilor de viață și nu se limitează la egalitatea juridică, formală, preconizată de reprezentanții liberalismului. Ideologia socialistă denunță, astfel, abuzurile industrialismului capitalist cauzate de libera concurență și individualismul egoist.